# كاتدرائية الأربعين شهيد
يعود تأسيس كاتدرائية الأربعين شهيد للأرمن الأرثوذكس في حلب، سورية إلى القرن السادس عشر، وتم توسيعها عام 1916 من قبل الوجيه الأرمني بيدروس في عهد السلطان الرابع. تحتوي الكنيسة مجموعة مميزة وفريدة من الأيقونات تعود إلى عصر النهضة بعض منها يعود لمدرسة الأيقونات الحلبية، أشهر هذه الأيقونات هي الدينونة الأخيرة التي رسمها الخوري نعمت الله بن الخوري يوسف. إضافة إلى أيقونات أخرى مثل أيقونة القديس جاور جيوس وأيقونة عماد السيد المسيح وأيقونة العذراء مع الطفل يسوع وإلى جانبها القديس يوسف ويوحنا المعمدان إضافة للوحات أخرى للشهداء الأربعين.

## معرض صور

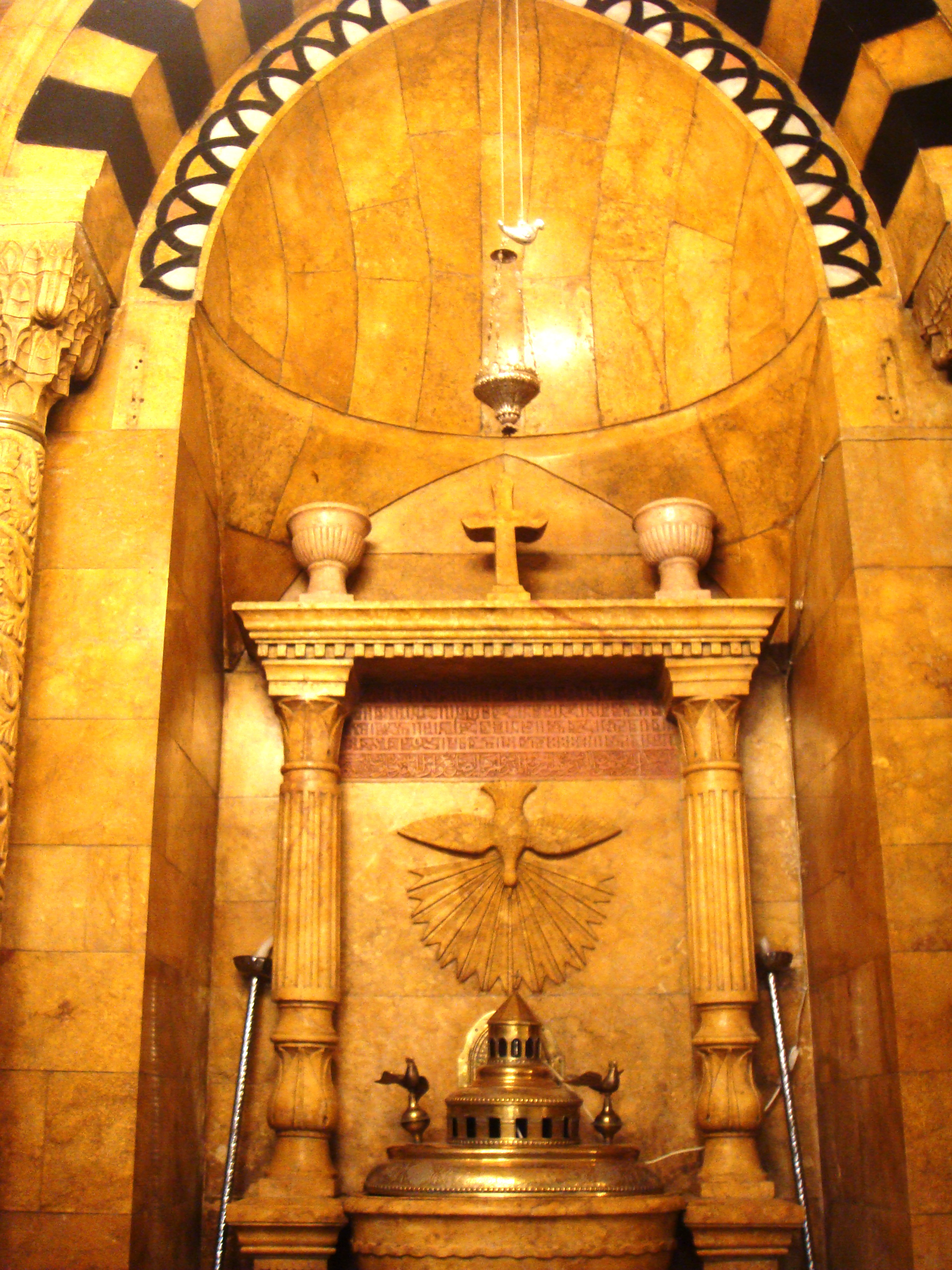
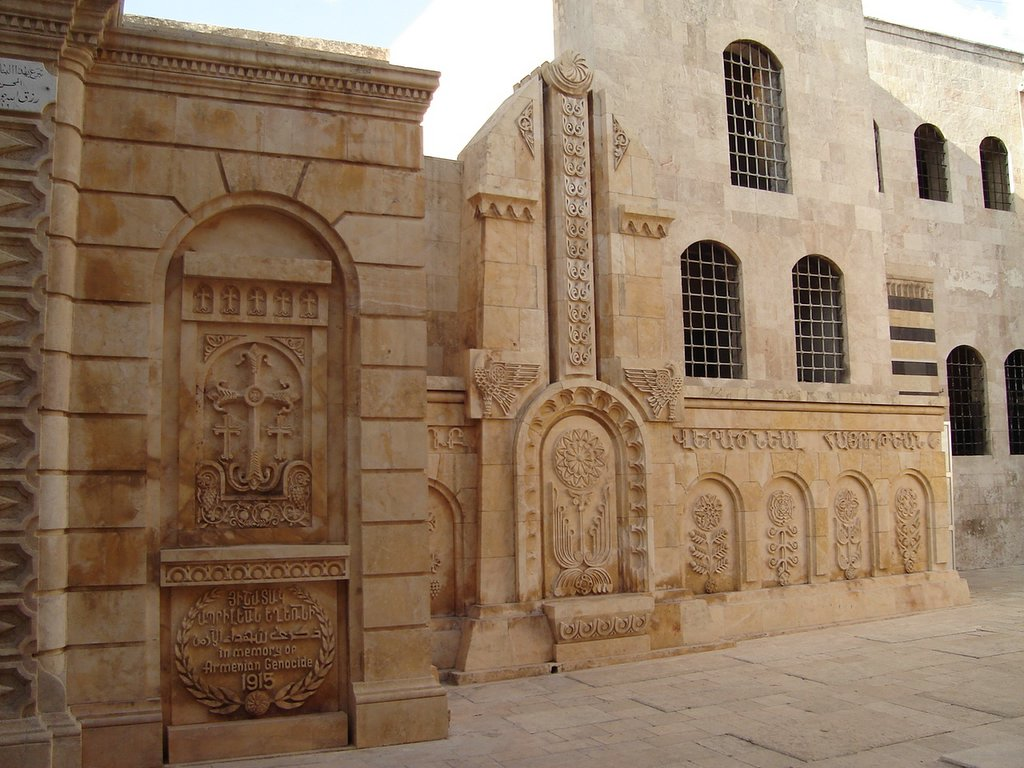
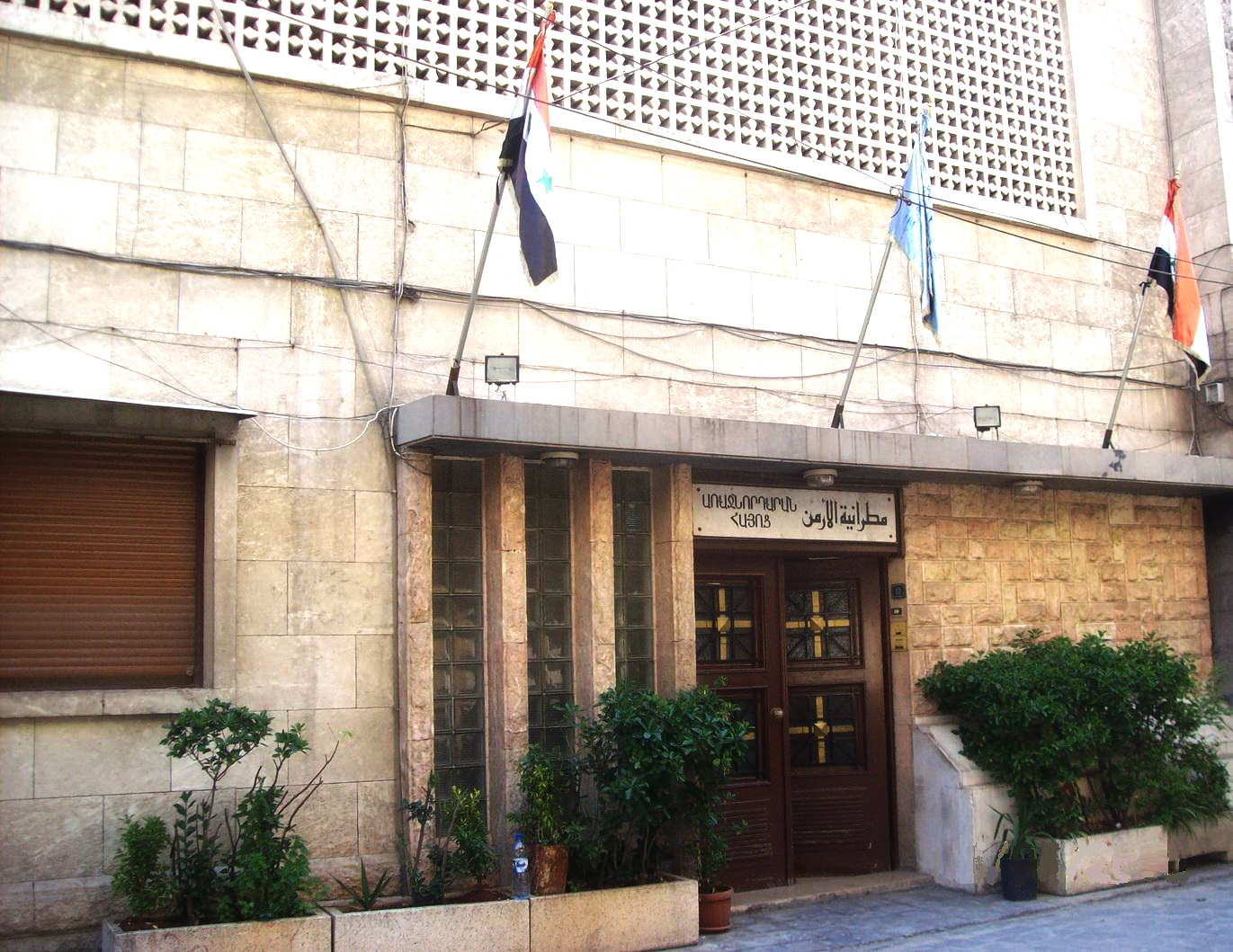
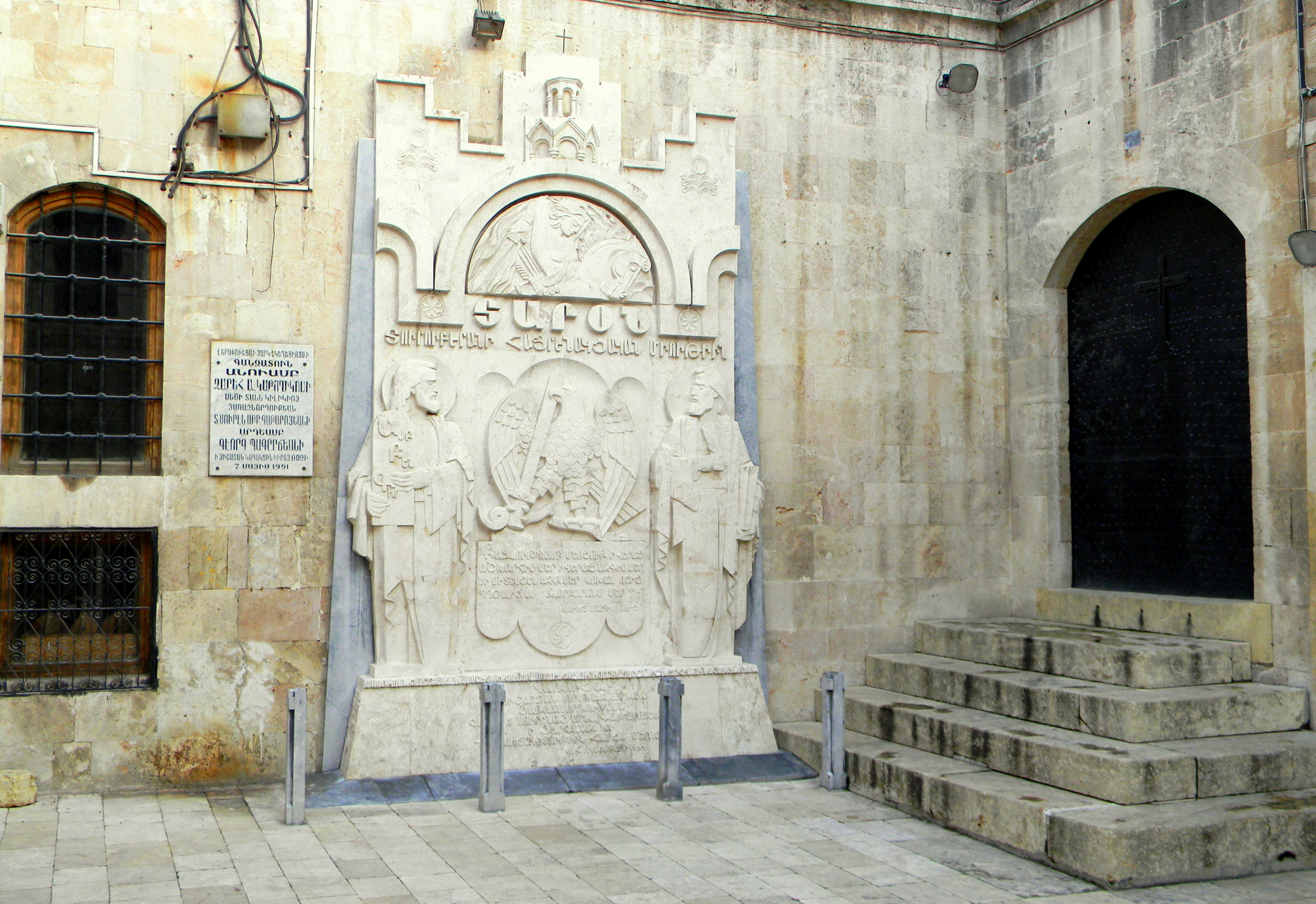
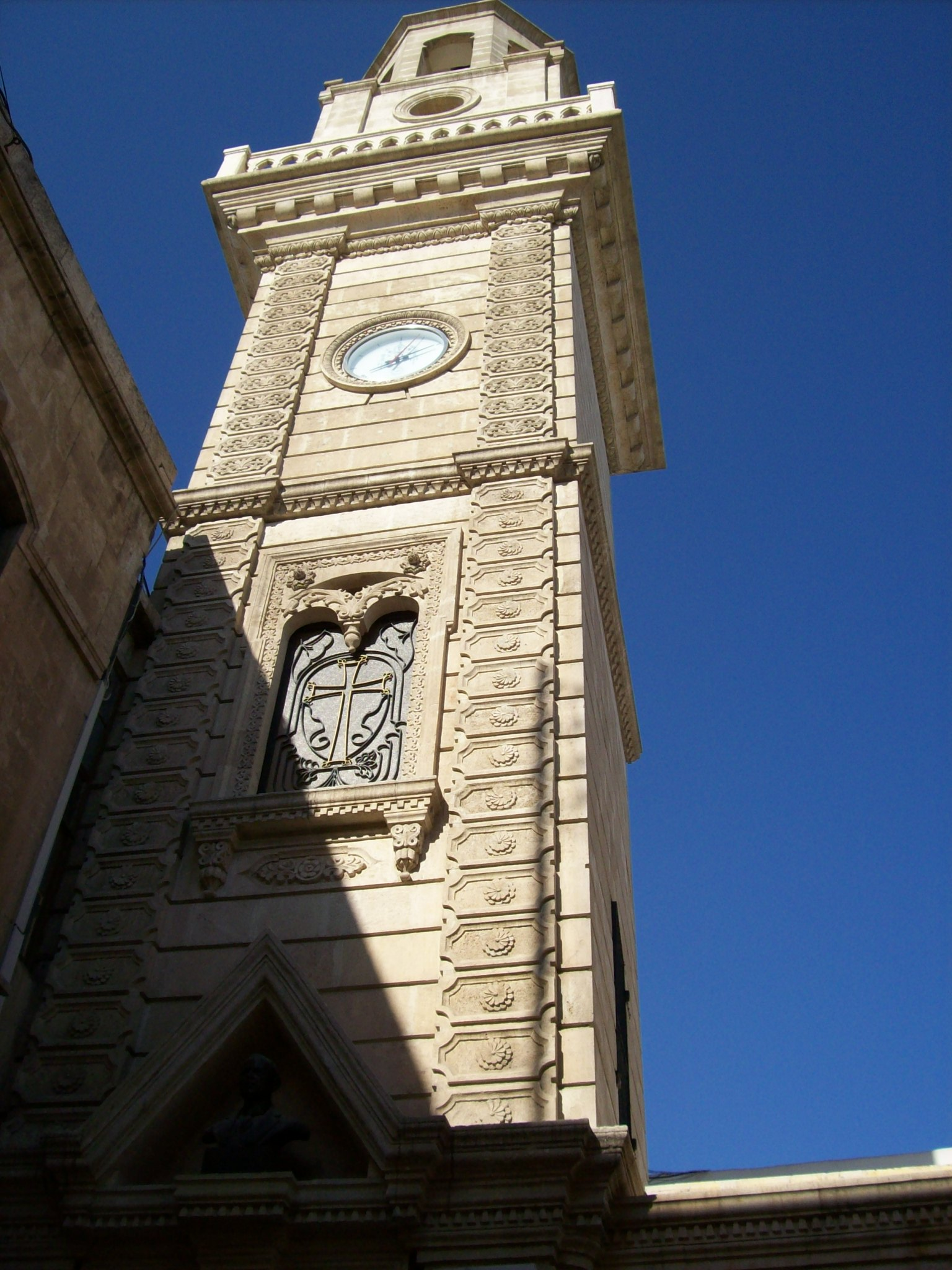
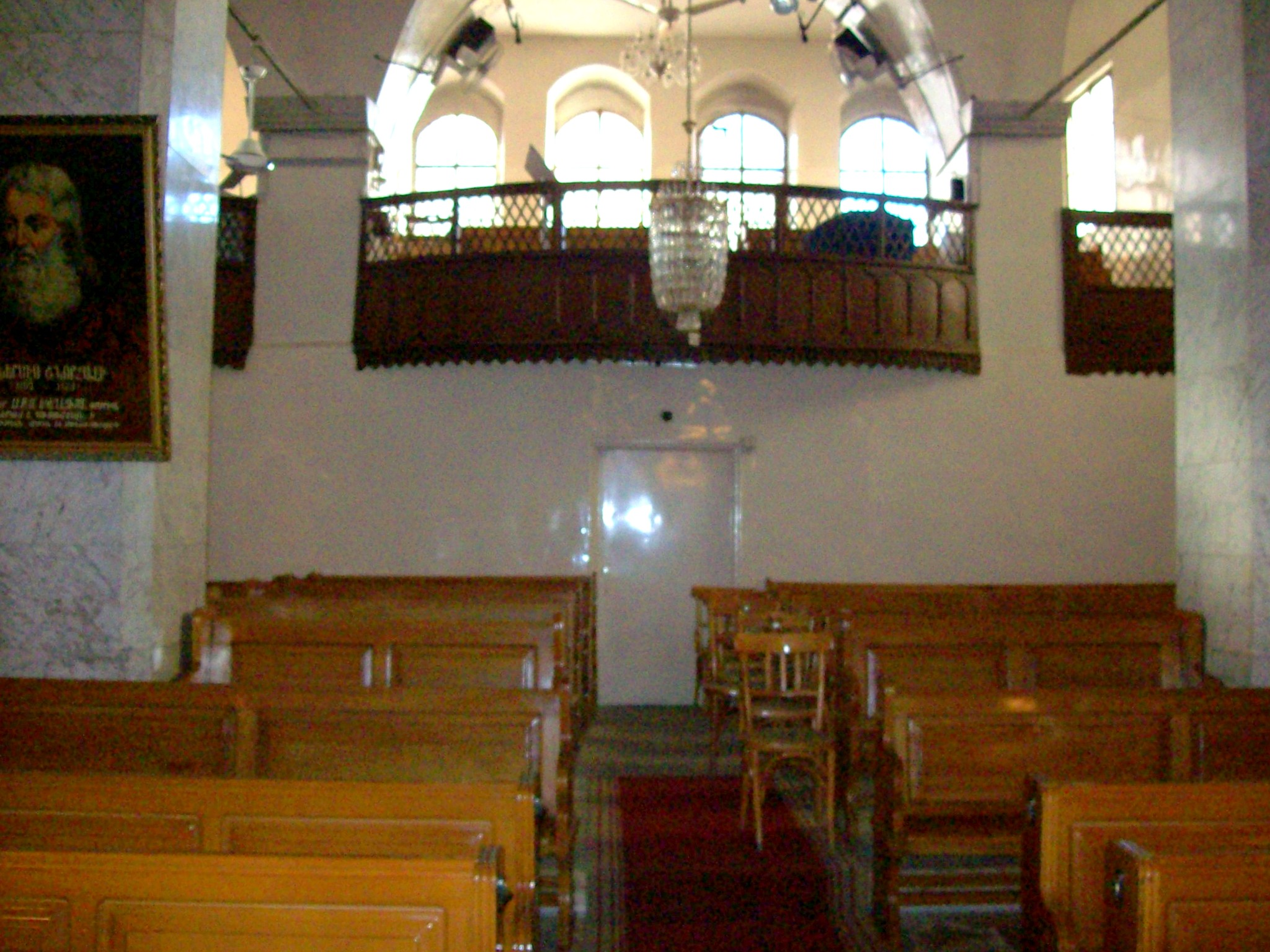
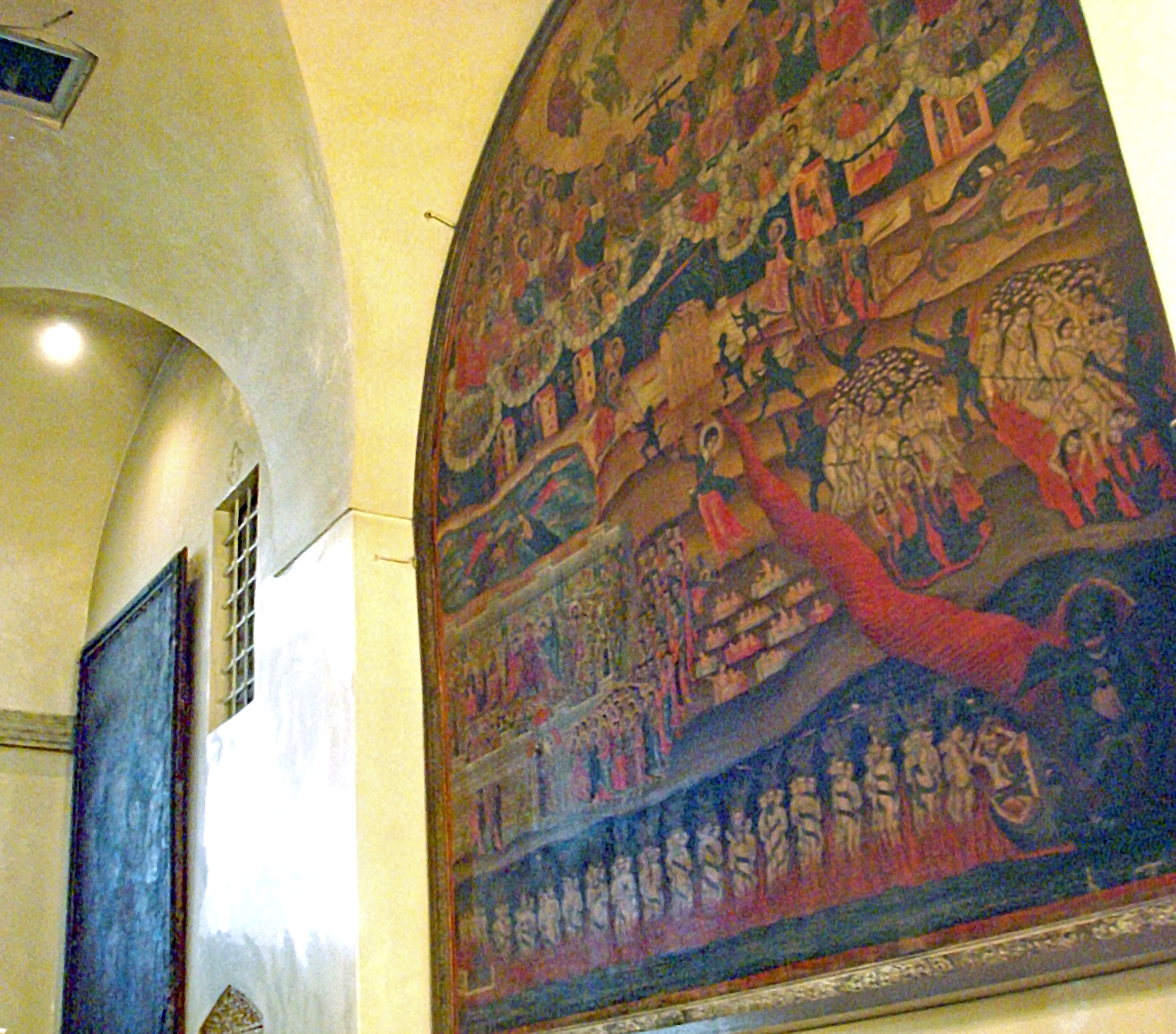

## اقرأ أيضاً
- قائمة الكنائس في حلب
- كنيسة الأرمن الأرثوذكس